# Protoneura sanguinipes
Protoneura sanguinipes är en trollsländeart som beskrevs av Westfall 1987. Protoneura sanguinipes ingår i släktet Protoneura och familjen Protoneuridae. IUCN kategoriserar arten globalt som livskraftig. Inga underarter finns listade i Catalogue of Life.